# Time-Sharing Option
Die Time-Sharing Option (TSO) ist ein interaktiver Kommandozeileninterpreter für IBM-Großrechner-Betriebssysteme z/OS. Unter TSO bekommt jeder Benutzer seinen eigenen Adressraum, der für andere Benutzer nicht sichtbar ist.
TSO für OS/360 erschien 1971 und wurde ursprünglich auf Schreibmaschinenterminals eingesetzt. Mit dem Durchbruch der Bildschirmterminals vom Typ IBM 3270 wurde es möglich, Fullscreenanwendungen zu entwickeln, welche die Befehlszeile fast vollständig verdrängten (ISPF, RPF).
1974 wurde es erweitert zu TSO/E ("Time-Sharing Option/Extensions") und wurde Bestandteil der Betriebssysteme OS/390 und MVS.
Die TSO-Befehle lassen sich in einer einfachen Skriptsprache CLIST verwenden, die aber immer mehr durch das wesentlich flexiblere REXX ersetzt wird.
TSO ist das Hauptwerkzeug für Systemadministratoren und Programmentwickler auf Großrechnern, die unter z/OS laufen.